# Dieffenbachia imperialis
Dieffenbachia imperialis là một loài thực vật có hoa trong họ Ráy (Araceae). Loài này được Linden & André mô tả khoa học đầu tiên năm 1871.